# Быстрогорский
Быстрого́рский — посёлок (1973—2004 — посёлок городского типа) в Тацинском районе Ростовской области России.
Административный центр Быстрогорского сельского поселения.
Население — 3578 человек (2010).

## География
Расположен на берегу реки Быстрая (приток Северского Донца), вблизи железнодорожной станции Жирнов (на линии «Морозовск—Лихая»).

## История
Посёлок основан в 1948 под названием Волгодон в связи с образованием карьероуправления. Нынешнее название — с 1972.

## Население
| 1979  | 1989  | 2002  | 2010  | 2012  | 2013  | 2014  |
| ----- | ----- | ----- | ----- | ----- | ----- | ----- |
| 3323  | ↗3395 | ↗3865 | ↘3578 | ↘3518 | ↘3444 | ↘3304 |
| 2015  | 2016  | 2017  | 2018  | 2019  | 2020  | 2021  |
| ↘3203 | ↘3125 | ↘3111 | ↘3050 | ↘2993 | ↘2957 | ↘2914 |

Гендерный состав
Согласно переписи населения 1979 года, в посёлке Быстрогорском (тогда пгт Быстрогорский) проживало 3,323 жителей, из которых 1,543 были мужчины, а 1,780 женщины.
Согласно переписи населения 1989 года, в посёлке Быстрогорском (тогда пгт Быстрогорский) проживало 3,395 жителей, из которых 1,598 были мужчины, а 1,797 женщины.

## Экономика
Добыча нерудных строительных материалов; дробильно-сортировочное производство.